# BLOW YOUR MIND
『BLOW YOUR MIND』（ブロウ・ユア・マインド）は、SHADY DOLLSの2枚目のアルバム。

## 内容
プロデュース・共同編曲にキーボーディストの日向大介を迎えた。レコーディングは当バンドがあこがれていたというロンドンで行われた。

## 批評
CDジャーナルは「ライブの臨場感を出したかったという彼らの意図通り乗りに乗っているロックの強烈なパワーが感じられる」と評した

## 収録曲
全曲　作詞：大矢侑史　編曲：日向大介・SHADY DOLLS
1. SHAKE ME
作曲：塚本晃・高木克
2. 時間はたっぷりあるさ
作曲：塚本晃
3. 止めて!Tokyo Rainy Blues
作曲：塚本晃・高木克
4. ヒット曲はいらない
作曲：高木克
5. 終わらないLOVE SONG
作曲：塚本晃
6. いやみなBOOGIE
作曲：塚本晃
7. CANDY
作曲：塚本晃
8. こりちゃいないぜ
作曲：塚本晃
9. すべてはFrom Nothing
作曲：塚本晃・津田正
10. DA-DA-DA DANCE
作曲：塚本晃・高木克